# Gabriella Martinelli
Gabriella Martinelli (Roma, 19 febbraio 1986) è una cantante, polistrumentista e pittrice italiana.
Avvia la sua carriera girando l'Europa come artista di strada, e fa gavetta suonando dal vivo in diversi club, festival e teatri italiani.

## Biografia
Nata a Roma, ma di origini pugliesi, vince durante il suo percorso artistico diversi premi legati alla canzone d'autore. Nel 2018 è tra gli artisti del Tenco Ascolta per la tappa di Laigueglia. Nello stesso anno vince la Targa Bigi Barbieri e il premio L'Artista che non c'era; nel 2017 si aggiudica la Migliore interpretazione al premio Botteghe d'Autore; nel 2014 vince Musicultura e nel 2015 vince anche il Premio Bindi.
Nel 2013 partecipa a The Voice of Italy in onda su Rai 2. Nel 2015 pubblica il suo disco d'esordio Ricordati di essere felice per l'etichetta Toto Sound Records. Il 20 aprile 2018 pubblica, da indipendente, il secondo disco La pancia è un cervello col buco.
Nel 2019 viene scelta per rappresentare la nuova musica d'autore italiana in Perù. È tra le voci italiane di Come to My Home, progetto nato in Africa che unisce artisti da tutto il mondo con l'obiettivo di mescolare arti, culture e nazionalità.
Nel 2019 vince Area Sanremo ed entra in gara al 70º Festival della Canzone Italiana nella categoria Nuove proposte con la canzone Il gigante d'acciaio, cantata in coppia con Lula. 
A gennaio 2020 firma un contratto con l'etichetta Warner Music Italy.
Il 26 novembre 2021 pubblica Dove vivi tu, singolo che anticipa il suo nuovo album dal titolo Tutto daccapo, uscito il 10 dicembre .
Nel 2023 pubblica il singolo Niente feat. Barbascura X.
Il 26 aprile 2024 esce il suo quarto disco di inediti dal titolo L'amore è una scusa per Universal Music. La copertina è stata dipinta dai suoi fan al Dumbo di Bologna in occasione del Booming Contemporary Art Show.
Gabriella Martinelli è conosciuta anche come pittrice d'arte astratta. Espone in giro per l'Italia, ha di recente presentato la sua opera In paradiso (tela in acrilico con dettagli materici che prende il nome da uno dei brani tratti dal suo ultimo disco) al CMC Centro Culturale di Milano.

## Discografia

### Album in studio
- 2015 - Ricordati di essere felice (Autoproduzione)
- 2018 - La pancia è un cervello col buco (Autoproduzione)
- 2021 - Tutto daccapo (Universal)
- 2024 - L'amore è una scusa (Universal)

### Singoli
- 2015 - Tango 47 (Autoproduzione)
- 2018 - La pancia è un cervello col buco (Autoproduzione)
- 2020 - Il gigante d’acciaio (con Lula) (Universal)
- 2021 - Dove vivi tu (Universal)
- 2023 - Niente (con Barbascura X) (Universal)

## Premi e riconoscimenti
- Musicultura 2014[24]
- Premio Bindi 2015 con Tango 47
- Miglior interpretazione a Botteghe d'Autore 2017
- L'Artista che non c'era 2018
- Targa Bigi Barbieri 2018

## Videografia
- Buon selvaggio live in studio – regia di Giulio Bottini (2014)
- Tango 47 – regia di Giulio Bottini (2015)
- La pancia è un cervello col buco – regia di Massimo Rispetto Casilli/Varano (2018)
- Casimira – disegni e animazioni di Sketch & Breakfast di Simona Zulian e Andrea Ribaudo (2018)
- Dove vivi tu – regia di Created By Travis (2021)
- Niente – regia di Michele Piazza (2023)